# Peter Mazur
Peter Mazur (* 11. Dezember 1922 in Wien; † 15. August 2001 in Lausanne) war ein aus Österreich stammender niederländischer Physiker, der einer der Begründer der statistischen Nichtgleichgewichts-Physik ist.

## Leben
Mazur wuchs in Wien, Berlin (ab 1931) und Paris auf, wo die Familie (sie waren Juden) ab 1933 auf der Flucht vor den Nationalsozialisten lebte. 1939 gingen sie in die Niederlande, wo die Familie 1942 unter deutscher Besatzung in den Untergrund ging und den Krieg überlebte. Mazur studierte zunächst Chemie an der Universität Utrecht und dann  Physik an der Universität Amsterdam, wo er 1951 bei Sybren Ruurds de Groot promoviert wurde (Thermodynamik von Transportphänomenen in flüssigem Helium-2). Die Ergebnisse seiner Dissertation waren in guter Übereinstimmung mit experimentellen Resultaten aus dem Kamerling-Onnes Labor. Als Post-Doktorand war er 1953 an der University of Maryland. 1954 wurde er Assistenzprofessor in Leiden, wo auch S. R. de Groot aus Utrecht hingewechselt war. Er gründete mit de Groot das Lorentz Institut für Theoretische Physik an der Universität Leiden. 1961 erhielt er eine volle Professur und 1963 wurde er Direktor des Lorentz Instituts, nachdem de Groot nach Amsterdam gegangen war. 1988 emeritierte er, blieb aber weiter wissenschaftlich aktiv. Später zog er in die Schweiz.
Seit 1970 war er Mitglied der Königlich Niederländischen Akademie der Wissenschaften.
Er war Ritter vom Orden des Niederländischen Löwen.

## Werk
Er schrieb eine grundlegende Monographie über Nichtgleichgewichts-Thermodynamik mit de Groot, die in mehrere Sprachen übersetzt wurde, leitete mit Irwin Oppenheim die Langevin-Gleichung auf mikroskopischer  Basis ab und behandelte mit Mark Kac und G. W. Ford Systeme gekoppelter harmonischer Oszillatoren. Außer mit de Groot arbeitete er in den 1950er Jahren auch viel mit Ilya Prigogine zusammen. Mit Dick Bedeaux führte er 1974 induzierte Kräfte ein und wandte sie auf die Brownsche Bewegung suspendierter Teilchen an und zusammen entwickelten sie die Nichtgleichgewichts Thermodynamik für mesoskopische Quantensysteme und für Oberflächen. Mit Bedeaux leitete er die Langevin-Gleichung für Brownsche Bewegung eines Teilchens aus den Prinzipien von Zeitumkehrinvarianz und Kausalität ab. Mit Carlo Beenaker und Wim van Saarloos entwickelte er Anfang der 1980er Jahre einen Formalismus zur Beschreibung hydrodynamischer Kräfte zwischen einer beliebigen Anzahl von Teilchen über das von ihm eingeführte Konzept induzierter Kräfte. Mit J. Miguel Rubi beschrieb er Fluktuationen in der Nichtgleichgewichts-Thermodynamik.

## Schriften
- mit S. R. de Groot Non equilibrium thermodynamics, North Holland, 1962, 1984, auch ins Russische, Chinesische und Deutsche übersetzt.
  - Grundlagen der Thermodynamik irreversibler Prozesse, Mannheim, BI 1969.
  - Anwendung der Thermodynamik irreversibler Prozesse, Mannheim, BI 1974.